# Пташник Сергій Володимирович
Сергій Володимирович Пташник (нар. 1 жовтня 1964, Івано-Франківськ, УРСР) — радянський та український футболіст, півзахисник.

## Кар'єра гравця
Вихованець ДЮСШ «Спартак» (Івано-Франківськ), перші тренери — Ю. С. Шайкін та Іван Краснецький. У 1982 році розпочав футбольну кар'єру в клубі «Прикарпаття» (Івано-Франківськ), який виступав у Другій лізі СРСР. У 1984—1985 роках «проходив» військову службу в СКА-Карпатах (Львів). Потім декілька сезонів відіграв у кіровоградській «Зірці» та івано-франківському «Прикарпатті», а також захищав кольори аматорських команд «Нафтовик» (Долина) та «Ятрань» (Умань). У 1991 році повернувся до «Прикарпаття». Потім виступав у клубах «Поділля» (Хмельницький), аматорській «Зоря» (Хоростків), «Карпати» (Мукачево), «Дніпро» (Черкаси), ФК «Калуш» та «Бескид» (Надвірна). У 1999 році повернувся до «Прикарпаття» (Івано-Франківськ). У 2000 році захищав кольори другої команди івано-франківців, «Прикарпаття-2», у футболці якої й завершив футбольну кар'єру.

## Кар'єра тренера
Тренерську діяльність розпочав 2000 року на посаді асистента головного тренера «Прикарпаття» (Івано-Франківськ). Допомагав тренувати «Прикарпаття-2», а з квітня по червень виконував обов'язки головного тренера команди. Починаючи з сезону 2004/05 років тренував новостворений «Факел» з Івано-Франківська, який 2007 року змінив назву на «Прикарпаття» (Івано-Франківськ). Працював з ним до кінця жовтня 2008 року. З липня 2009 по грудень 2010 року знову очолював «Прикарпаття». В грудні 2010 року призначений на посаду головного тренера бурштинського «Енергетика». У квітні 2011 року був звільнений з займаної посади. З 2012 по 2015 року очолював івано-франківський «Тепловик».